# Solange (bande dessinée)
Pour les articles homonymes, voir Solange (homonymie).
Solange est une série de bande dessinée créée par la dessinatrice Cinzia Ghigliano sur des textes de Marco Tomatis. Elle présente les aventures d'une jeune femme devenue militante.

## Résumé
L'héroïne, Solange, est une jeune femme brune, belle, martiniquaise par sa mère. Elle est au Venezuela au début du XXe siècle, au début de l'exploitation des richesses pétrolières de ce pays. Elle y tient un bar, apporte son soutien aux révolutionnaires, et se trouve forcée pour cela de quitter le Venezuela.
Elle aborde alors en Europe, d'abord en Italie puis en Irlande, elle s'y trouve en 1917, l'année suivant l'Insurrection de Pâques 1916. Elle y vit de nouvelles aventures, à la fois sentimentales et sanglantes. Elle part ensuite pour les États-Unis. Elle se retrouve souvent confrontée aux événements mouvementés de l'actualité politique.

## Personnages
Solange est le personnage principal de la série. Jeune, brune et belle, elle est la fille d'un officier français et d'une Martiniquaise,. Femme moderne, très au fait des problèmes politiques, elle est à la fois courageuse et consciente de ses faiblesses.

## Auteurs
La dessinatrice de la série est Cinzia Ghigliano. Son dessin est jugé « sensible et réaliste », coloré en tons pastels. Son mari, Marco Tomatis, est l'auteur des textes.

## Parution

### Prépublication
La série est prépubliée dans le magazine italien Corto Maltese à partir de 1983. Elle est ensuite traduite dans l'équivalent français de ce magazine, Corto Maltese, à partir de 1986.

### Albums
Six albums sont parus aux éditions Casterman, de 1986 à 2001 :
- Solange, Casterman, 1986, 44 planches  (ISBN 2-203-33809-1) ;
- Sinn Fein : révolte irlandaise, Casterman, 1988, 52 planches  (ISBN 2-203-33817-2) ;
- Canevas pour un théâtre de marionnettes, Casterman, 1989, 54 planches  (ISBN 2-203-33827-X) ;
- Anarchistes et faussaires, Casterman, 1992, 52 planches  (ISBN 2-203-33846-6) ;
- La grande illusion, Casterman, 1993, 54 planches  (ISBN 2-203-33852-0) ;
- Eté 1914, Casterman, 2001, 60 planches  (ISBN 2-203-38972-9).